# ラウル・ジュリア
ラウル・ジュリア（Raul Julia, 本名：Raúl Rafael Juliá y Arcelay, 1940年3月9日 - 1994年10月24日）は、アメリカ合衆国で活躍したプエルトリコ出身の俳優。

## 来歴
1940年、サンフアンに4人兄弟の長男として生まれる。大学で歴史学を学ぶかたわら、劇団に所属した。
大学卒業後にサンフアン市内のナイトクラブで働いているところを俳優のオーソン・ビーンに見出され、1964年にニューヨークへ移り、舞台俳優としてのキャリアを始動させる。ブロードウェイやオフ・ブロードウェイの舞台に数多く参加し、トニー賞には4回ノミネートされた。
さらに、1985年公開の『蜘蛛女のキス』で注目を集め、映画界でも俳優としての地位を築いていく。1986年には『蜘蛛女のキス』でゴールデングローブ賞映画部門主演男優賞に、1989年には『パラドールにかかる月』でゴールデングローブ賞映画部門助演男優賞にノミネートされた。
1994年、胃癌と脳卒中の併発のため、ニューヨーク州マナセットで死去。54歳。劇場作品では1994年公開の『ストリートファイター』が、テレビ映画では1995年放送の『闇に抱かれて』が遺作となった。没後、テレビ映画『バーニング・シーズン』での演技でエミー賞ミニシリーズ・テレビ映画部門主演男優賞、ゴールデングローブ賞ミニシリーズ・テレビ映画部門主演男優賞、全米映画俳優組合賞ミニシリーズ・テレビ映画部門男優賞をそれぞれ受賞した。

## 私生活
1965年にマグダ・ヴァサロ（Magda Vasallo）と結婚するが、1969年に離婚した。1976年にマレル・ポロウェイ（Merel Poloway）と再婚し、最期まで生涯をともにした。

## 主な出演作品

### 映画
| 公開年 | 邦題 原題                                                                 | 役名                             | 備考           | 日本語吹替                                                                       |
| ------ | ------------------------------------------------------------------------- | -------------------------------- | -------------- | -------------------------------------------------------------------------------- |
| 1969年 | USAブルース Stiletto                                                      | パーティーの客                   | クレジットなし | （日本語吹替無し）                                                               |
| 1971年 | 哀しみの街かど The Panic in Needle Park                                   | マルコ                           |                | （日本語吹替無し）                                                               |
| 1971年 | 夜の大捜査線/霧のストレンジャー The Organization                          | ファン・メンドーサ               |                | 不明                                                                             |
| 1976年 | 激走!5000キロ The Gumball Rally                                           | フランコ                         |                | 伊武雅刀（TBS版） 玄田哲章（テレビ朝日版）                                       |
| 1978年 | アイズ Eyes of Laura Mars                                                 | マイケル                         |                | 池田勝（TBS版）                                                                  |
| 1981年 | ワン・フロム・ザ・ハート One from the Heart                               | レイ                             |                | 野沢那智                                                                         |
| 1981年 | ダナ&ルー/リッテンハウス女性クリニック Strong Medicine                    | ラウル                           |                |                                                                                  |
| 1982年 | マジック・ボーイ The Escape Artist                                        | スチュー                         |                |                                                                                  |
| 1982年 | テンペスト Tempest                                                        | カリバノス                       | 劇場未公開     |                                                                                  |
| 1985年 | 蜘蛛女のキス Kiss of the Spider Woman                                     | ヴァレンティン・アレグイ         |                | （日本語吹替無し）                                                               |
| 1985年 | ジュディスの告発 Compromising Positions                                   | デヴィッド・スアレス             | 劇場未公開     |                                                                                  |
| 1986年 | フロリダ・ストレイツ/脱出海峡 Florida Straits                             | カルロス                         | テレビ映画     |                                                                                  |
| 1986年 | モーニングアフター The Morning After                                      | ジャッキー                       |                | 有本欽隆（テレビ東京版）                                                         |
| 1987年 | アラモ2 The Alamo: Thirteen Days to Glory                                 | アントニオ・ロペス               | テレビ映画     |                                                                                  |
| 1987年 | タンゴ・バー Tango Bar                                                    | リカルド                         |                |                                                                                  |
| 1988年 | 海運王オナシス/世界で最も富を得た男 Onassis: The Richest Man in the World | アリストテレス・オナシス         | テレビ映画     |                                                                                  |
| 1988年 | ハートをトレード/ビニー、私のパパになって! Trading Hearts                 | ビニー                           | 劇場未公開     |                                                                                  |
| 1988年 | 愛と哀しみの十字架 The Penitent                                           | ラモン                           | 劇場未公開     |                                                                                  |
| 1988年 | パラドールにかかる月 Moon Over Parador                                    | ロベルト                         | 劇場未公開     |                                                                                  |
| 1988年 | テキーラ・サンライズ Tequila Sunrise                                      | カルロス/エスカランテ            |                | 麦人（ソフト版） 内海賢二（フジテレビ版）                                        |
| 1989年 | ロメロ Romero                                                             | オスカル・ロメロ                 |                |                                                                                  |
| 1989年 | 三文オペラ Mack the Knife                                                 | マックヒース                     |                |                                                                                  |
| 1990年 | 推定無罪 Presumed Innocent                                                | サンディ・スターン               |                | 有川博（ソフト版） 小川真司（テレビ朝日版） 菅生隆之（テレビ朝日版追加収録部分） |
| 1990年 | フランケンシュタイン/禁断の時空 Roger Corman's Frankenstein Unbound       | ヴィクター・フランケンシュタイン | 劇場未公開     | 池田秀一                                                                         |
| 1990年 | ルーキー The Rookie                                                       | ストロム                         |                | 小林清志（ソフト版） 阪脩（TBS版）                                               |
| 1990年 | ハバナ Havana                                                             | アルトゥーロ・デュラン           | クレジットなし | 吉水慶                                                                           |
| 1991年 | アダムス・ファミリー The Addams Family                                    | ゴメズ・アダムス                 |                | 玄田哲章（ソフト版） 池田勝（日本テレビ版）                                      |
| 1992年 | プレイグ La peste                                                         | コッタード                       |                |                                                                                  |
| 1993年 | アダムス・ファミリー2 Addams Family Values                                | ゴメズ・アダムス                 |                | 阪脩（ソフト版） 池田勝（日本テレビ版）                                          |
| 1994年 | バーニング・シーズン The Burning Season                                   | シコ・メンデス                   | テレビ映画     |                                                                                  |
| 1994年 | ストリートファイター Street Fighter                                       | M・バイソン将軍                  |                | 玄田哲章（ソフト版） 内海賢二（テレビ朝日版）                                    |
| 1995年 | 闇に抱かれて Down Came a Blackbird                                        | トマス・ラミレス                 | 遺作           |                                                                                  |

### テレビドラマ
| 公開年          | 邦題 原題                                               | 役名                   | 備考         | 日本語吹替         |
| --------------- | ------------------------------------------------------- | ---------------------- | ------------ | ------------------ |
| 1971年 - 1972年 | セサミ・ストリート Sesame Street                        | ラファエル             | 4エピソード  | （日本語吹替無し） |
| 1985年          | ムッソリーニ/愛と闘争の日々 Mussolini: The Untold Story | ガレアッツォ・チャーノ | ミニシリーズ | （日本語吹替無し） |